# Roman de Fauvel
Le Roman de Fauvel est un poème satirique français en octosyllabes, principalement à rimes plates, composé au Moyen Âge tardif, vers 1310-1314,, par plusieurs auteurs, le principal du texte étant attribué au clerc Gervais du Bus. Il nous en est parvenu douze manuscrits, dont plusieurs en excellente condition, dont un contient une mise en musique par Philippe de Vitry dans le style de l'Ars nova. Cette large fresque musicale comprend de nombreuses pièces monodiques, mais également des pièces polyphoniques — comme le motet La mesnie fauveline — formant le plus riche recueil de musique de cette époque.
Le texte allégorique raconte l'histoire de Fauvel, un âne ou cheval qui s'approprie la maison de son maître, et est interprété comme une critique de la corruption de l'Église et du système politique. Le nom du protagoniste, Fauvel, est un acronyme de ses six principaux défauts du siècle : la Flatterie, l'Avarice, la Vilenie (« U » typographié en V), la Variété (inconstance), l'Envie et la Lâcheté. 
Le Roman de Fauvel est un « admonitio regum », c'est-à-dire une mise en garde destinée aux rois afin d'enseigner ce qu'est le bon et le mauvais gouvernement. Il consacre, au début du XIVe siècle, « cette tournure allégorique de la littérature à tendance moralisante. Elle dégénère d'ailleurs en satire, et même en pamphlet politique, par la violence des attaques qui y sont faites contre tous les ordres de la société ».

## Contexte historique

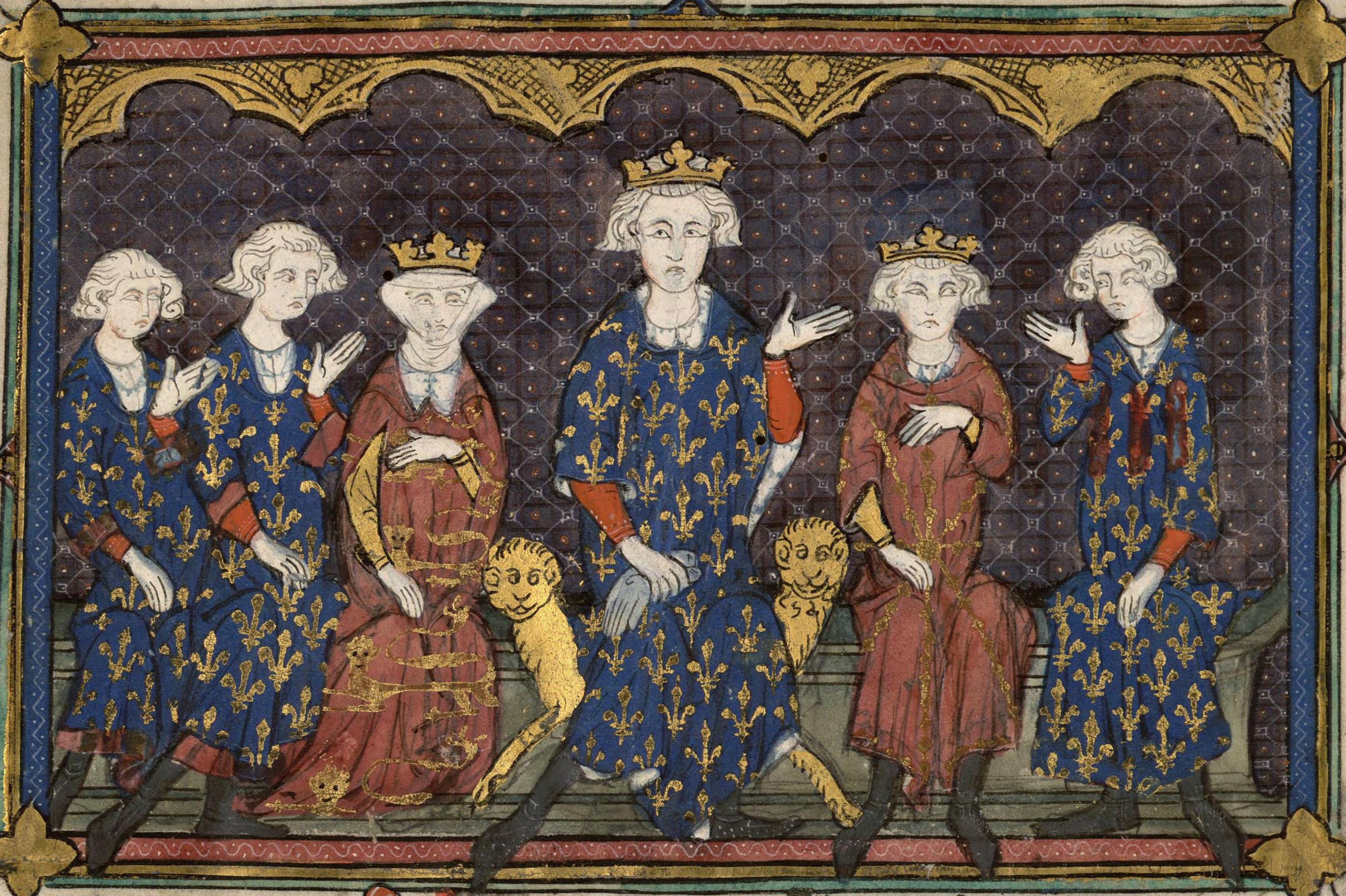
Philippe IV le Bel et sa famille. De gauche à droite, les enfants de Philippe IV, le prince Charles, futur Charles IV, le prince Philippe, futur Philippe V, la fille du roi Isabelle (reine d'Angleterre par son mariage avec Édouard II). Au centre, le roi Philippe IV le Bel assis sur le trône. Puis à droite, le fils aîné du roi, Louis (futur Louis X le Hutin) alors roi de Navarre (dot de sa mère) et le frère du roi Charles de Valois père du futur roi Philippe VI.

Au début du XIVe siècle,la fin du règne de Philippe IV le Bel (1285-1314) est marquée par des crises (affaire des brus du roi, procès des Templiers (1307-1312), conflit  entre le roi et le pape  Boniface VIII, qui déboucha  sur l'emprisonnement du souverain pontife et l'élection d'un partisan de Philippe le Bel à la tête de l'Église catholique : Clément V. De 1309 à 1378, la papauté demeurera assujettie à la couronne française et pour ainsi dire assignée à résidence au palais d'Avignon.
Philippe le Bel meurt le 29 novembre 1314 et son fils, Louis X le Hutin, lui succède. Il règne deux ans, dans un climat de troubles provoqués par la noblesse et la réaction du parti féodal — dont Philippe le Bel avait considérablement bridé le pouvoir — contre ses ministres et surtout le principal d'entre eux, le coadjuteur Enguerrand de Marigny exécuté sous prétexte fallacieux de sorcellerie en 1315 ; son cadavre restera exposé au gibet pendant deux ans, avant sa réhabilitation par le second fils de Philippe le Bel, Philippe V. Fortement influencé par son oncle, Charles de Valois, Louis X renforce les privilèges des grands du royaume, sans pour autant parvenir à maîtriser l'agitation politique ; son fils posthume ne survit pas. C'est finalement Philippe V qui prend le pouvoir le 19 novembre 1316 après quatre mois de régence. 
L'instabilité politique, les revendications des nobles et les querelles religieuses, tout concourt à l'agitation des idées dans les milieux parisiens. Le sentiment mystique et la piété profonde qui avaient présidé au XIIe siècle à la construction des cathédrales autant qu'à la réalisation des grandes œuvres de Pérotin s'estompe dès la seconde moitié du XIIIe siècle. La nouvelle élite bourgeoise qui s'est enrichie par la pratique du commerce est de moins en moins dévote et de plus en plus critique par rapport à la religion. Ce « modernisme » se fait jour dès la fin du XIIIe siècle : il s’annonce par la critique des hautes classes de la société dans la seconde partie du Roman de la Rose (vers 1230-1235) ; il éclate avec le Roman de Fauvel.
Ces grands bouleversements coïncident avec un renouvellement du langage musical. C'est ici que la musique profane prend définitivement le pas sur la musique sacrée.

## Les auteurs
Les auteurs sont des magistrats de la cour royale. Le premier livre de cette épopée monumentale est créé en 1310 et on attribue fréquemment la paternité de celui-ci à Gervais du Bus qui, en 1312, est chapelain (notaire) d’Enguerrand de Marigny, ministre de la Chancellerie du roi Philippe le Bel à Paris. Ce premier manuscrit contient 167 pièces monodiques et polyphoniques, charivari, parodies de chant grégorien et sottes chansons (paillardes pour la plupart).
En 1314 le deuxième livre du Roman de Fauvel est achevé, « signé » par une ruse qui dissimule le nom de Gervais du Bus. Mais il est possible qu’il soit dû, au moins en partie, à d’autres auteurs.
En 1316, Raoul Chaillou du Pesstain, ami de l’auteur, magistrat et membre de la cour à Paris, révise les deux premiers livres. Chaillou du Pesstain était peut-être le chevalier Raoul Chaillou, bailli d’Auvergne (1313-1316). Selon Elizabeth Brown, il s’agit d’un pseudonyme de Gervais, voire d’un éponyme pour tous les clercs de la chancellerie. Il remplace l’épilogue par une extension de 1800 vers où est décrit le mariage de façon plus détaillée ainsi que le tournoi des vertus et des diables où personne ne gagne. Par ailleurs il ajoute à l’œuvre d’innombrables interpolations textuelles et musicales, latines et françaises, et obtient de Philippe de Vitry (1291-1361, le théoricien de l’Ars Nova) plusieurs œuvres polyphoniques spécialement composées pour le livre. Toutes les autres compositions (presque 80%) se trouvent déjà dans des manuscrits antérieurs (jusqu’à la fin du XIIe siècle) et ont été adaptées par Chaillou du Pesstain pour le Roman de Fauvel.
Le plus étonnant, au vu du ton anti-establishment du livre, est qu’un manuscrit luxueux combinant de nombreuses enluminures et de nombreuses interpolations musicales fût réalisée en 1316 pour un mécène inconnu mais sans doute riche et bien placé. Les miniatures sont attribuées à un maître anonyme qui doit son nom de convention à ce manuscrit. Ce texte augmenté est maintenant conservé à la Bibliothèque Nationale de Paris, département des Manuscrits (Français 146). Les nombreuses copies attestent le grand succès de l'œuvre à son époque.

## Le texte

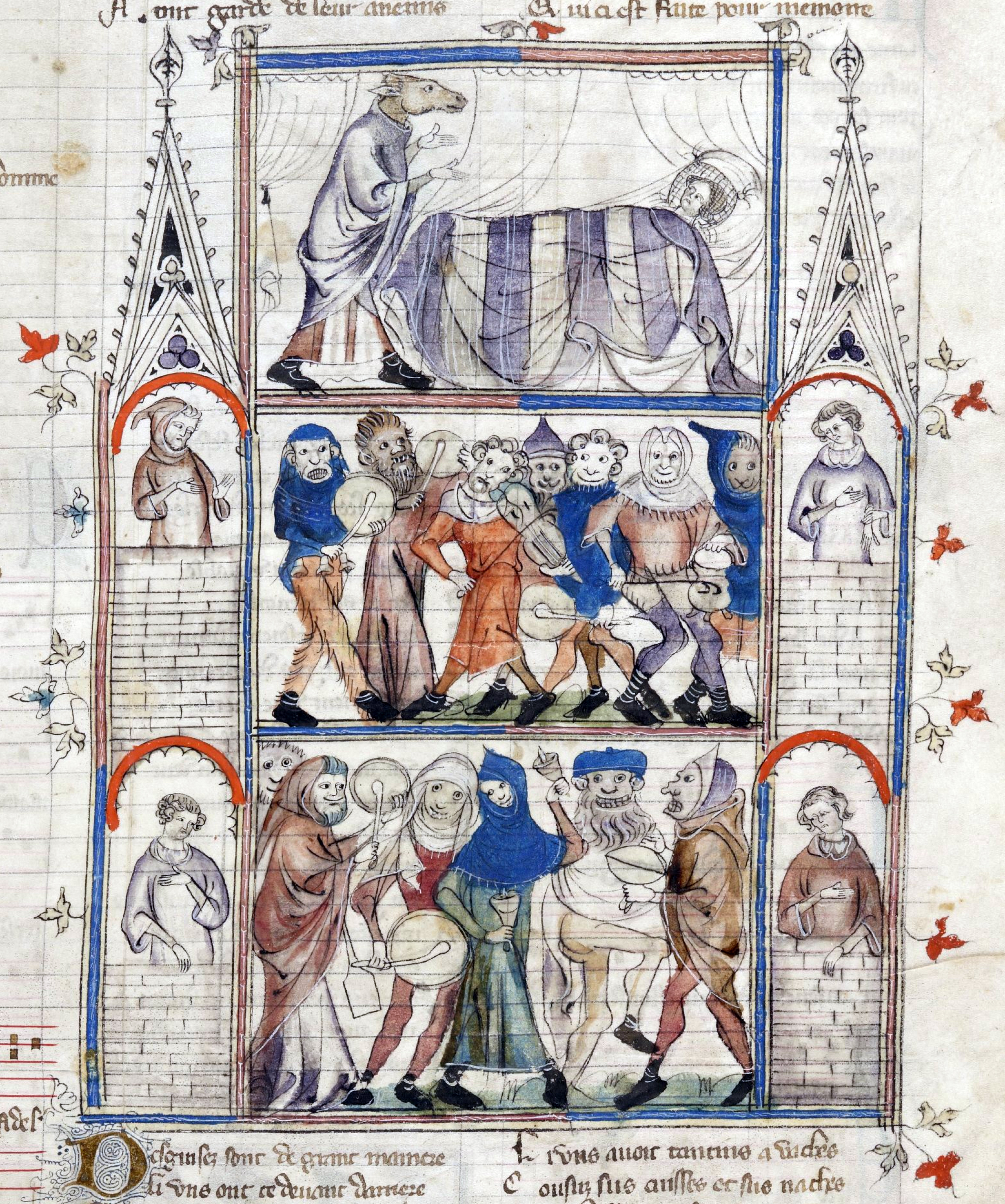
Miniature du Roman de Fauvel, attribuée au Maître de Fauvel, BNF, Fr. 146.

Le Roman de Fauvel est composé de deux livres : La carrière et le mariage de l’âne Fourbe (en 1310, 1226 vers), et Les noces de l’âne Fourbe avec la passion de Vaine Gloire (en 1314, 2054 vers). 
Le premier livre de 1310 critique l'Église et la société. Fauvel, qui vit d’abord à l’étable, devient roi grâce à Fortuna. Au palais royal, les nobles et les hommes d'Église lui rendent visite, le pansent et le « torchent » pour conserver leurs privilèges. Rapidement, Fauvel devient le puissant seigneur du monde.
Le deuxième livre décrit d’abord la cour splendide de l’âne. Ensuite sa vaine demande en mariage à Fortuna, et son mariage beaucoup plus approprié avec la « Dame de Vaine Gloire ». Le banquet de mariage donne lieu à un charivari ainsi qu’au tournoi des Vertus et des Vices où personne ne gagne. De cette union naissent d’innombrables petits Fauveaus qui se répandent sur le monde entier comme un fléau.
L’œuvre provocante, engagée, part de son prétexte immédiat – l’entourage de l’auteur – pour devenir une accusation véhémente contre la méchanceté de l’homme contemporain tout court, et contient la prophétie d’une fin de monde sinistre (« Je voi douleur avenir »). À la façon moyenâgeuse, la méchanceté est personnifiée allégoriquement par le personnage de l’âne rouge Fauvel. Si l’âne est aujourd'hui le symbole de l’ignorance, il ne s’agit là que du cas particulier et secondaire d’une conception plus générale qui en fait, presque universellement, l’emblème de l’obscurité, voire des tendances sataniques. Au Moyen Âge, l’art peint divers états d’âme sous les traits de l’âne : le découragement spirituel du moine, la dépression morale, la paresse, la délectation morose, la stupidité, l’incompétence, l’entêtement, une obéissance un peu bête. Dans le Roman de Fauvel, l’âne symbolise six caractéristiques du siècle par son nom en forme d’acrostiche : flatterie, avarice, vilenie, vanité, envie, lâcheté. On voit également le nom Fauvel comme le composé de « de faus et de vel », c’est-à-dire la Fausseté Voilée. Sa couleur pourrait être identifiée à celle de la bête écarlate de l’Apocalypse. Son souvenir pourrait s’être perpétué dans l’expression populaire « mauvais comme un âne rouge ».

## La musique

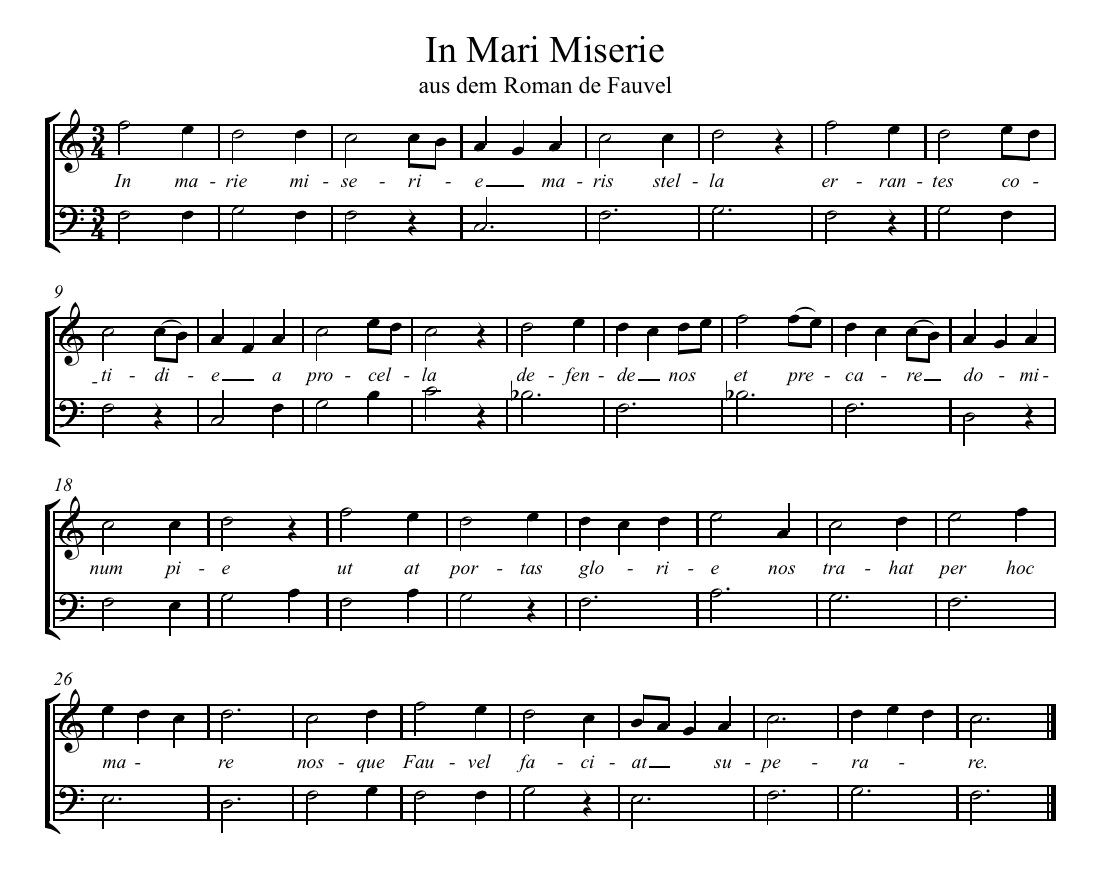
In mari miserie, extrait transcrit du Roman de Fauvel, BNF fr. 146 (1316).

Le Roman de Fauvel est aussi un manifeste fascinant de la musique à l’aube du XIVe siècle. Cette œuvre véritablement révolutionnaire comporte au total 132 pièces musicales, intercalées dans le texte par Chaillou de Pesstain. Les œuvres monodiques (empruntées aux répertoires sacré et profane) montrent toute la multitude des formes musicales de l’époque: conductus, séquence, prose, rondeau, lai, virelai, séquences et répons. Les pièces polyphoniques (à 2 ou 3 voix) ont toutes la forme du motet. La polyphonie du motet se caractérise en général par la différence rythmique des voix respectives, l’usage simultané de plusieurs textes, voire de plusieurs langues, la constitution de la voix la plus basse – souvent plus calme – d’après un fragment choral grégorien ou antérieur. Philippe de Vitry donne aux voix supérieures plus de mobilité rythmique et introduit des ténors isorythmiques (la voix basse évoluant à rythme égal, mais par périodes mélodiques souvent différentes, comme dans Quoniam secta latronum).

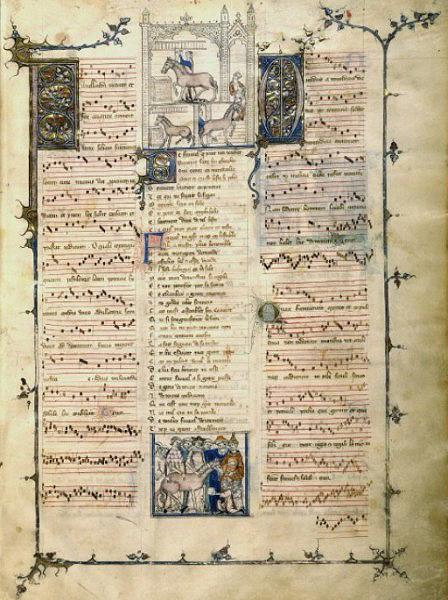
Extrait de la partition du Roman de Fauvel.

La plupart des pièces annoncent donc ou confirment les tendances nouvelles. Tantôt latines tantôt françaises, elles sont de précieux documents sur la transition entre l’Ars antiqua et l’Ars nova que marque le règne de Philippe le Bel. Elles sont choisies parmi les textes les plus virulents, faisant comme une suite logique aux vieux Carmina Burana bavarois. Certaines semblent avoir été composées tout exprès pour célébrer la honte de Fauvel ; d’autres se contentent de changer quelques mots pour mieux s’adapter au poème. Il est également des pièces qui, utilisant des matériaux antérieurs, les travaillent de façon nouvelle : ainsi, une partie de motet du Manuscrit de Montpellier est prise comme teneur dans Fauvel (« J’ai fait nouvellement amie »). On relève des concordances avec presque tous les grands manuscrits du XIIIe siècle. Et cependant, l’ensemble reste profondément personnel. Certaines de pièces qui paraissent originales, comme le rondeau Porcher miex estre ameroie que Fauvel torcher, sont reprises et travaillées en motet à plusieurs voix. D'autres, par leurs allusions précises aux Templiers ou au futur avènement de Philippe V, sont datées sans erreur possible – dont les œuvres de jeunesse de Philippe de Vitry.
Cette énorme compilation n’est pas moins utile pour la connaissance du répertoire populaire. On trouve aussi des chansons d’amour courtois et des cris de rue scatologiques. À l’occasion du « charivari » qui forme l’un des épisodes du roman, et qu’illustre une miniature célèbre, elle nous offre un choix de « sottes chansons » — c’est la première fois qu’apparaît ce mot, qui présage déjà les grandes farces et soties du XVe siècle, avec ses confréries de sots et son prince des sots. La plupart sont des refrains assez courts, mais qui nous éclairent sur bien des points obscurs de la littérature avoisinante.

### Pièces polyphoniques (BnF fr. 146)
Source.
- Favellandi vicium / ténor
- Mundus a mundicia / ténor
- Quare fremuerunt / ténor
- Presidentes in thronis / Super cathedram / Ruina
- Jure quod in opere / Scariotis geniture / Superne matris gaudia
- In mari miserie / [Manere]
- Ad solitum vomitum / [Regnat]
- Plange, nostra regio / Nulla pestis est gravior / Vergente
- Qui secuntur / Detractor est nequissima vulpis / Verbum iniquum et dolosum
- In principibus perpera / Ex corruptis arboribus / Neuma de alleluya
- Ve, qui gregi deficiunt / Quasi non ministerium / Trahunt in precipicia / Displicebat
- Vos pastores adulteri / Desolata mater ecclesia / Filios enutrivi et exaltavi (attribué à Philippe de Vitry)
- Fauvel nous a fait present / Ja voi douleur avenir / Fauvel: autant m'est si poise
- Rex beatus, Confessor Domini / Se cuers ioians / Ave
- O Philippe, prelustris Francorum / Servant regem misericordia / Rex regum
- O Nacio nephandi / Condicio nature / [M]ane prima sabbati
- Alieni boni invidia / Facilius / "Imperfecte canite"
- Veritas arpie / Johanne
- Ade costa dormientis / ténor
- J'ai fait nouveletement / La mesnie fauveline / Grant despit ai ie
- Inter amenitatis tripudia / Revertenti
- Sicut de ligno parvulus / Inflammatus invidia / ténor
- Se me desirs / Bonne est amours / [A]
- Heu, Fortuna subdula / Aman novi probatur exitu / Heu me, tristis est anima mea (attribué à Philippe de Vitry)
- Quomodo cantabimus / Thalamus puerpere / ténor
- Quoniam secta latronum / Tribum, que non abhorruit / merito hec partimur (attribué à Philippe de Vitry)
- Maria, virgo virginum / Celi domina / Porchier mieuz estre ameroie
- Omnipotens domine / Flagellaverunt Galliam
- Adesto, sancta trinitas / Firmissime fidem teneamus / Alleluya, Benedictus (attribué à Philippe de Vitry)
- Scrutator alme cordium / ténor
- Ihesu, tu dator venie / Zelus familie / ténor
- In nove fert / Garrit Gallus / N[eume] (attribué à Philippe de Vitry)
- Bon vin doit / Quant ie le voi / Cis chans veult boire

### Pièces monodiques (BnF fr. 146)
Source.
- Heu, quo progreditur conductus
- O varium Fortune conductus
- Virtus moritur conductus
- Floret fex favellea conductus
- Vanitas vanitatum (Philippe le Chancelier) conductus
- Clavus pungens acumine (Philippe le Chancelier) conductus
- In precio precium conductus
- Presum, prees: verbum dignum ! conductus
- Christus assistens pontifex (Philippe le Chancelier) conductus
- Quo me vertam, nescio (Philippe le Chancelier) conductus
- Omni pene curie (Gautier de Châtillon) conductus
- Nulli beneficium conductus
- Rex et sacerdos prefuit (Philippe le Chancelier) conductus
- Cui magis commictitur conductus
- Vehemens indignacio conductus
- Et exaltavi plebis humilem conductus
- Porchier mieus estre ameroie rondeau
- Alleluia. Veni sancte spiritus alleluia
- O labilis sortis humane status ! (Philippe le Chancelier) conductus
- Carnalitas, luxuria conductus
- Inter membra singula (Philippe le Chancelier) lai
- Douce dame debonaire ! ballade
- Ay, amours, tant ne dure ballade
- Talant que j’ai d’obeïr lai
- A touz jours sanz remanoir rondeau
- Je, qui poair seule ai de conforter lai
- Fauvel est mal assegné rondeau
- Et reddet unicuique mercedem versus
- In paciencia vestra antiphonaire
- Veritas, equitas, largitas, corruit (Philippe le Chancelier) lai
- Nemo potest duobus dominis servire versus
- Beati pauperes spiritu versus
- Providence, la senee virelai
- En chantant me veul complaindre ballade
- J’ai amé et touz jourz amerai refrain
- J’aim dame d’onneur et de pris refrain
- Tout le cuer m’en rit de joie quant la voi refrain
- Son dous regart m’a mon cuer emblé refrain
- S’amours m’ont mon cuer emblé refrain
- Hé, Dieus ! Tant jolïement m’a pris bonne amour ! refrain
- A ma dame servir met tout mon cuer et moy refrain
- Dame, a vous me sui donné refrain
- Je puis bien dire : Las ! refrain
- J’apelerai, se Dieus me gart ! refrain
- A jointes mains vos pris refrain
- Et quant il vous [plaira], j’arai le don refrain
- J’atendrai ainssi, aimi ! refrain
- Se j’onques a mon vivant ballade
- Hans, Dieus ! Ou pourrai je trouver
- Dame, se par bien amer ballade
- Douce et de tout noble afaire virelai
- Jolis sanz raison clamer ballade
- Se de secours pou ne point ballade
- Hé las ! j’ai failli a joie rondeau
- Necesse est ut veniant scandala versus
- Pour recouvrer alegiance lai
- Vade retro, Sathana ! (Philippe le Chancelier) conductus
- Fauvel, cogita (Philippe le Chancelier) lai
- Incrassate Falvelle, recalcitrasti versus
- Falvelle, qui iam moreris (Philippe le Chancelier) conductus
- Omnia tempus habent versus
- Gaudet Falvellus nimium conductus
- Ha, Parisius, civitas Regis magni! versus
- Iste locus dat nobis gaudium respons
- Fauvellus, phro dolor! versus
- Buccinate in neomenia tuba versus
- Confortamini in Domino versus
- Simulacra eorum argentum et aurum versus
- Constitue, Domine, super Falvellum dolorum infarni versus
- Fiant dies ejus pauci versus
- Deleantur de libro vivencium versus
- Qui cogitaverunt supplentare versus
- Respice, Domine Deus, in ancillas tuas versus
- In hac valle miserie prose
- Custodi nos, domine versus
- Familiam custodi, Christe, tuam prose
- Respexit dominus humilitatem versus
- Generacio eorum perversa versus
- An Dieus ! Ou pourrai je trouver fatras
- En non Dieu, agace, agace fatras
- L’autrier dehors Pinquigni « sotte chanson » refrain
- En Hellequin le quin « sotte chanson » refrain
- Elles ont peux ou cul « sotte chanson » refrain
- Trente quatre pez moysis « sotte chanson » refrain
- Vostre bele bouche besera « sotte chanson » refrain
- Je vis les peus de mon cul « sotte chanson » refrain
- Dame, se vos fours est chaut « sotte chanson » refrain
- En ce dous temps d’esté lai
- Sus, sus, a la dance « sotte chanson » refrain
- Nous ferons des prelaz gorpiz « sotte chanson » refrain
- Si je n'i aloie, je n'iroie mie « sotte chanson » refrain
- Filie Jherusalem, nolite timere antienne
- Estote fortes in bello antienne
- Virgines egregie séquence
- Properantes autem veniunt respons
- Sicut mirra electa odorem antienne
- Dignare nos laudare te antienne
- Hodie nobis de celo pax respons
- Illuminare, illuminare, Jherusalem respons
- Facta est cum angelo antienne
- Verbum caro factum est respons
- Dum ortis fuerit sol de celo antienne
- Esto nobis, domine, turris fortitudinis respons
- Sancta et immaculata virginitas respons
- Adoremus dominum, quia ipse est sponsus versus
- Anulo suo subarravit nos dominus noster antienne
- Induit nos dominus cicladibus antienne
- Ipsi sumus desponsate antienne
- Apud dominum misericordia antienne
- Natus est nobis parvulus antienne
- Non auferetur sceptrum de Juda respons
- Virgineus sensus conductus
- Pax vobis, ego sum, nolite timere antienne
- Parata est sentencia contra Fauvellum versus
- Habitacio autem vestra in Syon versus
- Plebs fidelis Francie conductus
- Devorabit Fauvellum dominus versus
- Veniat mors super illos versus
- Heu, quid destructio hec! versus
- Juxta est dies perdicionis ipsius versus
- Hic fons, hic devius versus
- Non signis, pie Christe versus
- Non nobis, domine, non nobis versus
- Ci me faut un tour de vin refrain refrain

## Discographie
- Studio der Frühen Musik, dir. Thomas Binkley, Roman de Fauvel (1972, EMI CDM7634302) (OCLC 961895341).
- Clemencic Consort, Le Roman de Fauvel (novembre 1975, Harmonia Mundi HMA 190994) (OCLC 31470616).
- The Boston Camerata et l'Ensemble Project Ars Nova, dir. Joel Cohen, Le Roman de Fauvel (janvier 1991, Erato 4509-96392-2 / Apex/Warner) (OCLC 965872041).

### Sources primaires
- Bibliothèque Nationale de France, Manuscrit français 146 (1316).
- Feuilletoir de la BNF.
- Gervais du Bus, Roman de Fauvel, éd. A. Langfors, Paris, 1914-1919 (SARF, 63).